# Воегурт
Воегу́рт (от удм. Вӧёгурт — «масляная деревня») — деревня в Балезинском районе Удмуртии. Центр Воегуртского сельского поселения.
Деревня стоит на нижнем левом притоке реки Кеп.
Население — 530 человек (2007; 109 в 1961).
Есть школа и детский сад.
В деревне улиц: Мира, Молодёжная, Полевая, Прудовая, Советская, Труда и Школьная.
Почтовый индекс: 427527.
Код ИФНС: 1837.